# P. V. Narasimha Rao

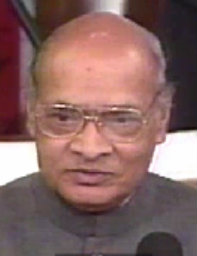
P. V. Narasimha Rao

P. V. Narasimha Rao (Pamulaparthi Venkata Narasimha Rao; Telugu: పాములపర్తి వెంకట నరసింహారావు; * 28. Juni 1921 in Karimnagar, Andhra Pradesh; † 23. Dezember 2004 in Delhi) war ein indischer Politiker und der neunte Premierminister der Republik Indien.
Rao studierte Jura in Hyderabad ab der Osmania University. Sein politischer Aufstieg begann 1962 in der Regionalregierung von Andhra Pradesh, er betrat die politische Bühne auf nationaler Ebene. Von 1971 bis 1973 war er Chief Minister von Andhra Pradesh. Mit Unterstützung von Indira Gandhi wurde er Generalsekretär der Kongresspartei und unter ihrer Regierung wie der ihres Sohnes, Rajiv Gandhi, diente P. V. Narasimha Rao in verschiedenen Ressorts (Inneres, Verteidigung und Bildung). 1977 errang er erstmals ein Mandat im indischen Parlament und wurde 1980 schließlich indischer Außenminister.
Nach der Ermordung Rajiv Gandhis und den Wahlen 1991, bei denen die Kongresspartei wahrscheinlich von einem gewissen Sympathiebonus profitieren konnte, erhielt Rao den Auftrag, eine Regierung zu bilden, der er dann fünf Jahre vorstand.
Zu Beginn der Regierung Rao hatte Indien mit einem großen Mangel an Währungsreserven und einer stagnierenden Wirtschaft zu kämpfen. Rao nutzte die Gelegenheit, um langfristige Wirtschaftsreformen durchzuführen. Er wurde dabei von seinem sehr fähigen Finanzminister und späterem Premierminister Manmohan Singh unterstützt. Diese Reformen führten zu einem Wirtschaftswachstum, das zwischen 5 und 8 Prozent jährlich erreichte und fast ein Jahrzehnt lang anhielt.
Ausländische Investoren, zuvor in Indien höchst misstrauisch behandelt, wurden ermutigt Devisen in Indien zu investieren. Gegen Ende aber erschütterten Korruptionsaffären seine Regierung. Als erster Regierungschef Indiens wurde er deswegen wegen Bestechung in einem Strafverfahren verurteilt und wurde daraufhin 1996 gestürzt.
Im Jahre 2004 starb Narasimha Rao im Alter von 83 Jahren an einem Herzinfarkt.